# Gaji (Tegowanu)
Gaji is een bestuurslaag in het regentschap Grobogan van de provincie Midden-Java, Indonesië. Gaji telt 1703 inwoners (volkstelling 2010).